# خلفيات البقعة التنفسية
خلفيات البقعة التنفسية أو عثيات نجارة أو عثيات الماعز (الاسم العلمي: Metarbelidae)، فصيلة حشرات عثية من رتبة حرشفيات الأجنحة.

## التوزيع
أكثر تنوعًا لها في البر الرئيسي الأفريقي (توجد فقط جنوب الصحراء). الفصيلة لا توجد في العالم الجديدوأوروبا وشمال آسيا وأستراليا، ولديها أنواع متفرقة التوزيع للغاية في مدغشقر والمنطقة الشرقية عبر جنوب غرب وجنوب شبه الجزيرة العربية
.